# Griptångsflickslända
Griptångsflickslända (Coenagrion armatum), även kallad tångflickslända, är en art i insektsordningen trollsländor som tillhör familjen dammflicksländor.

## Kännetecken
Griptångsflicksländans hane har blå grundfärg på kroppen och svart teckning. Honan är oftast mer brunaktig, men olika färgvarianter förekommer och det finns också honor som är grönaktiga eller blåaktiga liksom hanen. Vingarna är genomskinliga med svart vingmärke. Bakkroppens längd är 22 till 26 millimeter. Griptångsflicksländans trivialnamn syftar på hanens kraftiga bakkroppstång. 

## Utbredning
Griptångsflicksländan finns i norra Europa och i norra Asien, österut till Kamtjatka. I Sverige finns den i de södra och mellersta delarna av landet, från Skåne till Gästrikland, samt i delar av Norrlands skogsmarker. Den är dock inte speciellt vanlig och förekommer sällan i något större antal på en och samma plats. Den är landskapstrollslända för Medelpad.

## Levnadssätt
Griptångsflicksländans habitat är främst vatten och våtmarker med riklig växtlighet, som kärr. Innan parningen uppvaktar hanen honan genom att utföra en speciell flykt omkring henne. Denna är dock enklare och inte så märkbar som parningsflykten hos jungfrusländorna. Efter parningen lägger honan äggen tillsammans med hanen, i stjälkarna på vattenväxter. Utvecklingstiden från ägg till imago är vanligen ett år, men den kan vara så lång som två till fyra år i de nordligare delarna av utbredningsområdet. Flygtiden är från mitten av maj till mitten av juni, norrut från juli till början av augusti.

## Hot
Lokala populationer hotas av vattenföroreningar. Hela populationen antas vara stor. IUCN listar arten som livskraftig (LC).